# Forte Dosso del Sommo
Il forte Dosso delle Somme (in lingua tedesca Werk Serrada) è una fortificazione militare nel territorio comunale di Folgaria sull'altopiano di Serrada, ad un'altitudine di 1.670 m slm, in provincia di Trento. Il forte, il più grande di tutto il fronte, appartiene al grande sistema di fortificazioni austriache al confine italiano.

## Storia

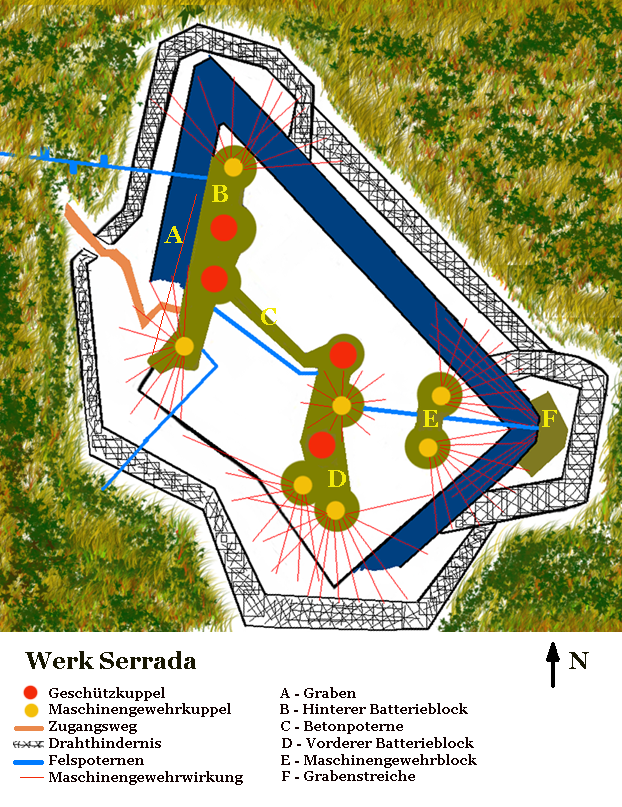
Pianta del forte

Il forte è stato eretto in una posizione dominante, da una parte domina la val Terragnolo, riuscendo a scorgere il Pasubio, mentre dall'altra ha una visuale sull'altopiano di Lavarone e di Asiago, oltre ad essere in collegamento "ottico" con i vicini forti: forte Sommo Alto e forte Sebastiano.
Il forte fu progettato inizialmente da R. Majer ed in seguito dal capitano Karl von Bedekovic. La sua costruzione si ebbe tra il 1911 e il 1914, e rientrava nello "sbarramento Folgaria". Il forte è costituito da tre blocchi, di cui il principale è lungo 100 metri e largo 8, su tre piani.
Il forte, comandato dal Capitano Leo Schwarz, aveva il compito di impedire un'avanzata italiana per la val Terragnolo, cui tenne fede.
Nonostante il forte fosse soggetto a bombardamenti italiani, esso non subì danni significativi, anzi durante la guerra ebbe una funzione importante, bombardando il vicino passo Coe e il Pasubio.
Il forte era collegato alla frazione di Serrada (Folgaria) con la trincea forra del Lupo.

## Armamento

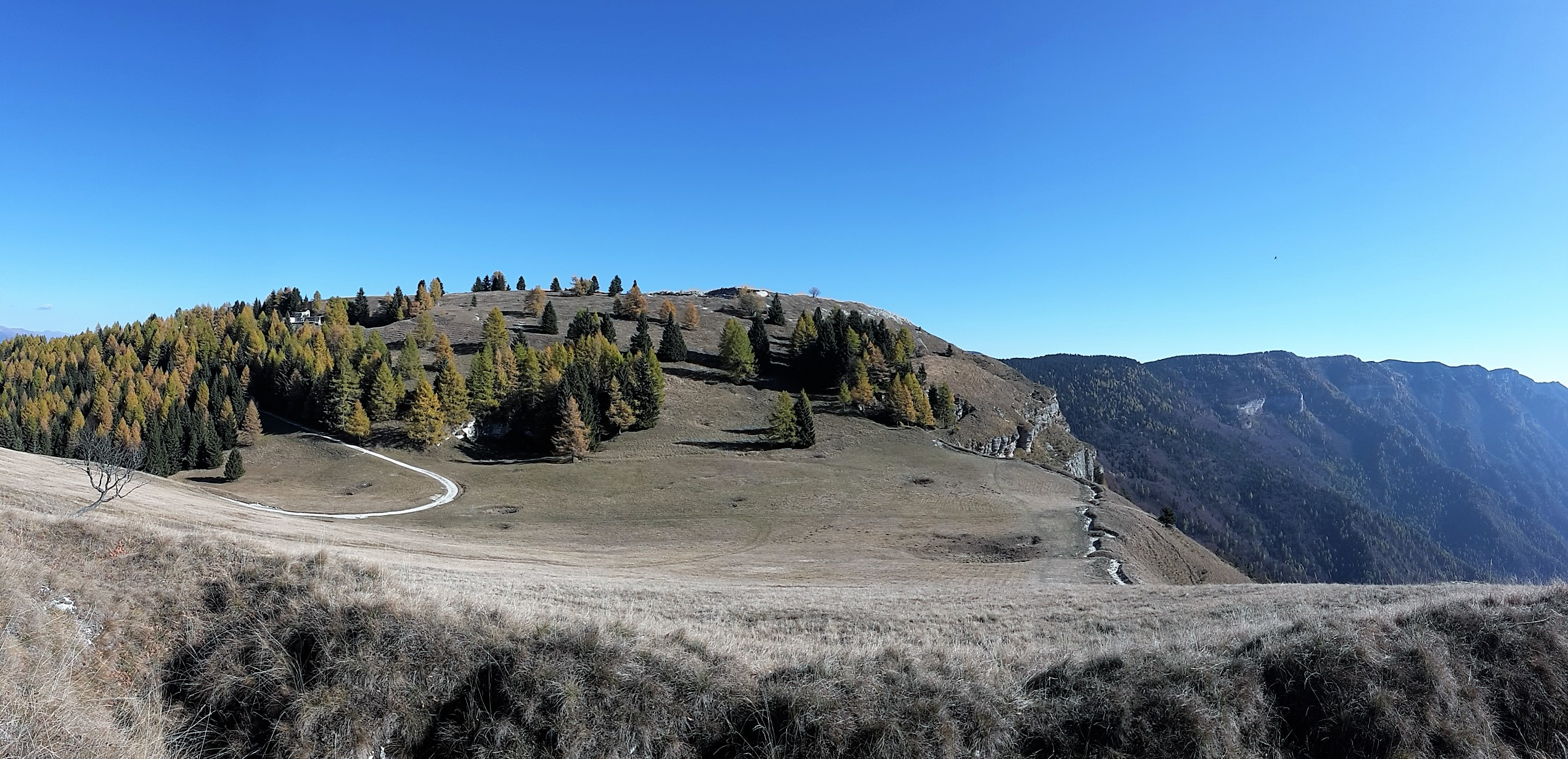
L'ampio piazzale davanti al forte

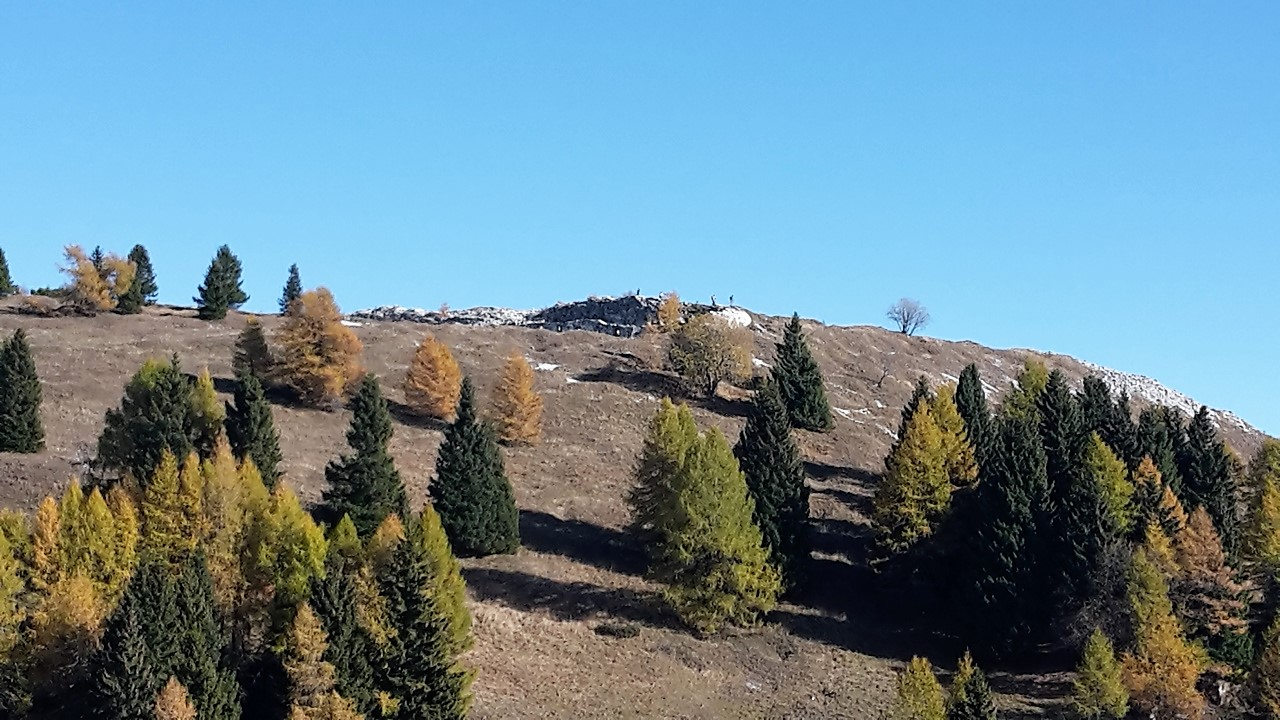
Primo piano del forte

- 4 obici da 100 mm Mod 9 in cupole girevoli con un diametro da 2,85 m e un peso di 18 t, per una gittata di 7–8 km
- 2 cannoni da 60 mm, riparati da uno scudo corazzato nel fortino di controscarpa
- 22 mitragliatrici variamente distribuite dietro feritoie blindate e sotto cupole corazzate fisse.

## Vie d'accesso
Il forte è raggiungibile principalmente per due vie:
- dal paese di Serrada, con la funivia che arriva al rifugio Baita Tonda, e quindi proseguendo per il sentiero n. 136 in 30 minuti circa;
- dal passo Coe, a piedi, sempre in 30 minuti circa.